# Cetinje, Vernberk
Cetinje (nemško Zettin) je naselje v Občini Vernberk v Okraju Beljak-dežela na Koroškem v Avstriji.